# Poggibonsi
Poggibonsi település Olaszországban, Toszkána régióban, Siena megyében. Lakosainak száma 28 209 fő (2023. január 1.). Poggibonsi Colle di Val d’Elsa, Monteriggioni, Barberino Tavarnelle, Castellina in Chianti és San Gimignano községekkel határos.

## Fekvése
Firenzétől délre, Sienától északnyugatra fekvő település.